# Naiman
Naiman är ett mongoliskt baner som lyder under Tongliaos stad på prefekturnivå i den autonoma regionen Inre Mongoliet i nordvästra Kina.